# Bogärde
Bogärde är en gård i Harbo socken, Heby kommun.
Bogärde omtalas första gången 1312 då en bonde i bodhagierdi som upptas i Markgäldsförteckningen och som restande 4 öre i skatt. Därnäst förekommer gården i dokument 1371 då Gransätra sägs ha en utjord i Bogärde (Bode Jerde, dokumentet är en senare avskrift så stavningen är troligen inte samtida). När Bogärde därnäst dyker upp i källorna 1544 utgörs det av ett kyrkotorp, i skallas också i skattelängderna 1549–1553 Kyrketorp. Under 1600-talet skattköptes Bogärde och upptas därefter i jordeboken som 1/2 mantal skatte. Bogärde har möjligen tidigare legat under Hässelby, på 1700-talet redovisas Bogärde och Hässelby tillsammans på lantmäterikartorna. Gården delas i slutet av 1600-talet i två, och bestod in på 1800-talet av två gårdar. 
Bland torp på 1600-talet upptas Bogärdstorp, som även kallats Låtan eller Fiskebo. Torpet kom dock från omkring 1700 att överföras till Hässelby ägor. Lundbo torp uppfördes på 1890-talet, här låg under 1900-talet Lundbo såg.